# Tekliwka (rejon szarogrodzki)
Tekliwka (ukr. Теклівка) – wieś na Ukrainie, w obwodzie winnickim, w rejonie szarogrodzkim.